# Ioannis G. Kalogerakos
Ioannis G. Kalogerakos, griechisch Ιωάννης Γ. Καλογεράκος (* 1960 in Athen) ist ein griechischer Philosophiehistoriker auf dem Gebiet der Philosophie der Antike.

## Leben
Ioannis Kalogerakos studierte von 1978 bis 1982 Philosophie an der Universität Athen. Von 1986 bis 1991 absolvierte er ein Promotionsstudium in Philosophie, Klassischer Philologie und Pädagogik an der Universität zu Köln. Nach Anstellungen als wissenschaftlicher Mitarbeiter (1993–1997) und Forscher (1997–2001) am Forschungsinstitut für Griechische Philosophie der Akademie von Athen war Kalogerakos von 2001 bis 2007 Assistenzprofessor am Institut für Philosophie der Universität Patras. Danach wechselte er in gleicher Funktion 2007 an die Universität Athen, an der er anschließend von 2016 bis 2022 assoziierter Professor war und seit 2022 Professor für Altgriechische Philosophie am Institut für Philosophie ist.
Seine Forschungsschwerpunkte sind die altgriechische Philosophie, insbesondere die Vorsokratiker, Platon, Aristoteles, sowie die neugriechische Philosophie. In systematischer Hinsicht beschäftigt er sich mit der Ontologie, der Naturphilosophie, der Ethik, der politischen Philosophie und der Philosophie der Erziehung.

## Schriften (Auswahl)
- Seele und Unsterblichkeit. Untersuchungen zur Vorsokratik bis Empedokles. (Beiträge zur Altertumskunde, Band 52). B. G. Teubner, Stuttgart / Leipzig 1996, Nachdruck De Gruyter, Berlin / New York / London 2012.
- Παιδεία και πολιτειακή αριστεία. Ο δρόμος προς την αρετή στο αριστοτελικό ιδανικό κράτος. Gutenberg, Athen 2015, 2. Auflage 2016.